# Staplegrove
Staplegrove är en ort i civil parish Taunton, i enhetskommunen Somerset, i Storbritannien. Den ligger i grevskapet Somerset och riksdelen England, i den södra delen av landet, 220 km väster om huvudstaden London. Staplegrove var en civil parish fram till 2023 när blev den en del av Taunton, Norton Fitzwarren och Kingston St. Mary. Civil parish hade 1 981 invånare år 2021.